# Veronique Van Speybroeck
Veronique Van Speybroeck (Gent, 30 augustus 1974) is hoogleraar aan de Universiteit Gent en medeoprichter van het Center for Molecular Modeling (CMM).

## Biografie
Van Speybroeck werd in 1974 te Gent geboren en was de jongste van drie zussen. Haar ouders vonden het belangrijk dat de drie dochters een diploma behaalden.
In 1997 studeerde Van Speybroeck af als burgerlijk ingenieur aan de Universiteit Gent. In 2001 doctoreerde ze met als onderwerp het theoretisch simuleren van chemische reacties en verkreeg daarop een postdoctorale beurs van het Fonds voor Wetenschappelijk Onderzoek - Vlaanderen.
Van Speybroeck richtte samen met haar promotor het CMM op. In 2007 werd ze onderzoeksprofessor. Sinds 2012 is Van Speybroeck hoogleraar en leidt het uit een veertigtal onderzoekers bestaande CMM.
Sinds 2013 is Van Speybroeck lid van de Koninklijke Vlaamse Academie van België voor Wetenschappen en Kunsten. Ze is getrouwd en moeder van twee zonen.

## Onderzoek
Met behulp van computermodellen bestuderen Van Speybroeck en haar team fysici, chemici en ingenieurs chemische processen, op een theoretische manier omdat dit op nanoniveau praktisch onmogelijk is. Met haar team leidt ze internationaal de studie naar katalysatoren en hoopt daarmee bij te dragen aan oplossingen voor de klimaatproblematiek.

## Erkenning (selectie)
- 2010: startbeurs Europese onderzoeksraad[2]
- 2011: laureaat Koninklijke Vlaamse Academie van België voor Wetenschappen en Kunsten[2]
- 2015: opvolgbeurs Europese onderzoeksraad[2]
- 2018: lectoraat Nederlands instituut MCEC (Multiscale Catalytic Energy Conversion)[2]
- 2023: Dr. Karl Wamsler Innovatieprijs[5]
- 2024: Francquiprijs voor Exacte Wetenschap[6]

- DBLP: 75/7926
- ORCID: 0000-0003-2206-178X